# Cathepsine

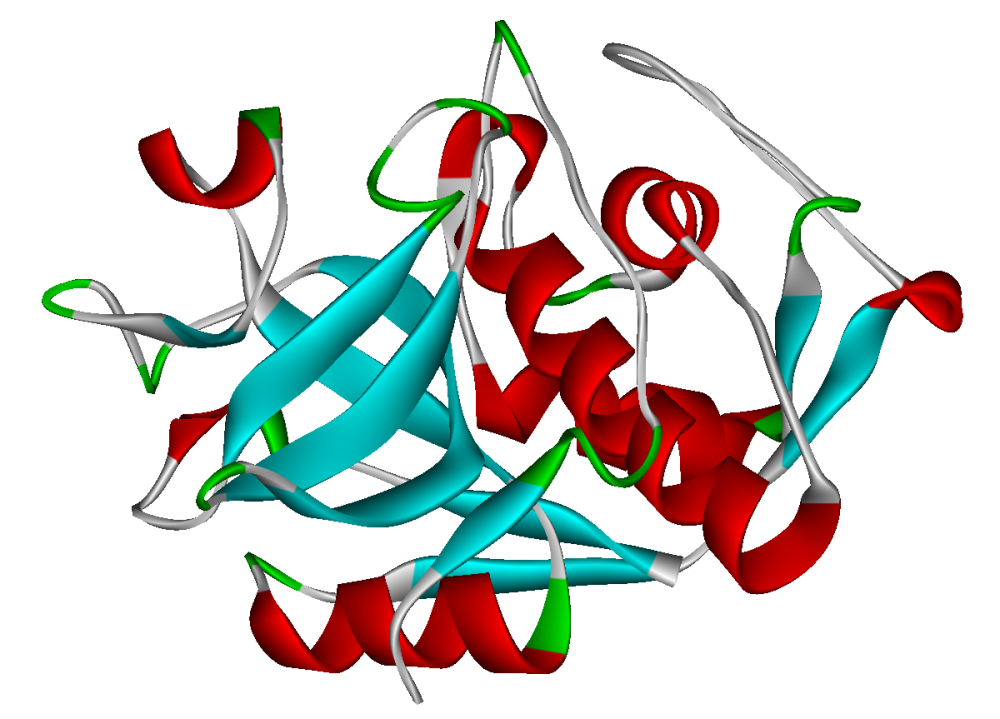
Cathepsine K.

Les cathepsines sont une famille de protéines jouant le rôle de protéase (ou peptidase).

## Type de cathepsines
- Cathepsine A
- Cathepsine B
- Cathepsine C
- Cathepsine D
- Cathepsine E
- Cathepsine F
- Cathepsine G
- Cathepsine H
- Cathepsine K
- Cathepsine L1
- Cathepsine L2 (or V)
- Cathepsine O
- Cathepsine S
- Cathepsine W
- Cathepsine Z (ou X)